# جولي غاروود
جولي غاروود (بالإنجليزية: Julie Garwood)‏ (26 ديسمبر 1946، كانساس سيتي في الولايات المتحدة)؛ كاتِبة وروائية أمريكية.

## روابط خارجية
- جولي غاروود على موقع IMDb (الإنجليزية)